# Jérôme Kircher
Jérôme Kircher est un acteur français né le 21 novembre 1964 à Nancy.

## Biographie
Élève du Conservatoire national supérieur d'art dramatique de 1985 à 1988, Jérôme Kircher est notamment l'élève de Michel Bouquet. Dès sa sortie du conservatoire, il joue dans le Hamlet de Patrice Chéreau (1988) aux côtés de Gérard Desarthe qui avait été également son professeur.
En 2000, il interprète Lorenzaccio sous la direction de Jean-Pierre Vincent dans la Cour d'honneur du Palais des papes à Avignon.
Il travaille avec des grands metteurs en scène connus : André Engel, Bernard Sobel, Luc Bondy, Irina Brook, Joël Jouanneau ou encore Denis Podalydès. En 2009, il est le Lopakine inoubliable de La Cerisaie mise en scène par Alain Françon. Il est nommé à trois reprises aux Molières.
À partir des années 2010, il travaille principalement sur des créations avec des auteurs et metteurs en scène aussi différents que Wajdi Mouawad, Emmanuel Meirieu, Guy Cassiers,, Nicolas Bedos, Patrick Pineau ou Amos Gitaï. Il met lui-même en scène plusieurs spectacles dont notamment Je sais qu’il existe aussi des amours réciproques (mais je ne prétends pas au luxe) avec Irène Jacob et Benoît Delbecq, ou Le Sourire d'Audrey Hepburn avec Isabelle Carré.
De 2017 à 2018, il joue près de trois cents fois un seul en scène adapté du Monde d’hier de Stefan Zweig mis en scène par Patrick Pineau,.
Pour France Culture, il enregistre de très nombreuses fictions radiophoniques mises en ondes par Blandine Masson, notamment Un cheval entre dans un bar de David Grossman.
En parallèle, il tourne régulièrement au cinéma ou pour la télévision dont Un long dimanche de fiançailles de Jean-Pierre Jeunet, Sauvages de Tom Geens, dans La Famille Bélier d’Éric Lartigau, dans Chevrotine de Laetitia Masson ou encore dans de nombreux téléfilms de Josée Dayan.

### Vie privée
Depuis 2000, il partage sa vie avec la comédienne Irène Jacob. Ils sont les parents des comédiens Paul Kircher et Samuel Kircher.
Jérôme Kircher est également le père d'Elie Kircher-Zuber et de l'artiste Hannah Kircher-Zuber, issus d'un premier mariage avec l'historienne Valentine Zuber.

## Filmographie

### Cinéma
- 1988 : Papa est parti, maman aussi de Christine Lipinska : Lucien
- 1991 : Après l'amour de Diane Kurys
- 1992 : Les Enfants du naufrageur de Jérôme Foulon : Laurent
- 2002 : 17 fois Cécile Cassard de Christophe Honoré : Thierry
- 2004 : Un long dimanche de fiançailles de Jean-Pierre Jeunet : Bastoche
- 2006 : Le Livre des morts de Belleville (court-métrage) de Jean-Jacques Joudiau : Michel
- 2007 : Ma place au soleil d'Éric de Montalier : l'homme en noir
- 2007 : Jacquou le Croquant de Laurent Boutonnat : L'avocat
- 2007 : La Tête de maman de Carine Tardieu : Fred
- 2007 : Faits divers (court-métrage) de Bill Barluet : Julien
- 2008 : Baby Blues de Diane Bertrand
- 2009 : Oscar et la Dame rose d'Éric-Emmanuel Schmitt : Le père d'Oscar
- 2010 : Le Refuge de François Ozon : le Médecin
- 2010 : Au fond des bois de Benoît Jacquot : Capitaine Langlois
- 2010 : Rio Sex Comedy de Jonathan Nossiter : Robert
- 2011 : La Ligne blanche d'Olivier Torres : André
- 2011 : Louise Wimmer de Cyril Mennegun : Didier
- 2012 : Café de Flore de Jean-Marc Vallée : Louis
- 2013 : Un prince (presque) charmant de Philippe Lellouche : Bertrand
- 2014 : La Famille Bélier d'Éric Lartigau : Docteur Pugeot
- 2015 : L'Homme au lion (court-métrage) de Matthias Castegnaro : le psychologue
- 2016 : Sauvages de Tom Geens : André
- 2016 : L'Invitation de Michaël Cohen : le type du bar
- 2016 : Deux escargots s'en vont (court-métrage) de Jean-Pierre Jeunet et Romain Segaud : voix
- 2019 : L'Ordre des médecins de David Roux : M. Hamon
- 2019 : Les Drapeaux de papier de Nathan Ambrosioni : Jean, le père
- 2019 : Les Envoûtés de Pascal Bonitzer : L'amant
- 2020 : Petite princesse (court-métrage) d'Eric Forestier : Jean
- 2022 : Derrière la nuit (court-métrage) de Jean Decré : le père
- 2023 : Un hiver en été de Laetitita Masson : Léonard
- 2023 : L'été dernier de Catherine Breillat : l'ami d'Anne et Pierre
- 2023 : Ma France à moi de Benoît Cohen : Jean-Paul
- 2024 : Louise Violet d'Éric Besnard : Thermidor

### Télévision
- 1982 : Après tout ce qu'on a fait pour toi de Jacques Fansten
- 1995 : Jules et Jim de Jeanne Labrune : Vincent
- 2002 : La Croix du Fau de Michel Favart : Jean-Baptiste
- 2003 : Nés de la mère du monde de Denise Chalem : Marc
- 2003 : Avocats et Associés (1 épisode)
- 2003 : Clémence de Pascal Chaumeil : Thierry
- 2004 : Par accident de Jérôme Foulon : Vincent
- 2005 : Clara Sheller de Renaud Bertrand : Jacques
- 2006 : Le Rainbow Warrior de Pierre Boutron : Julien Nalès
- 2006 : Au crépuscule des temps de Sarah Lévy : Le psychologue
- 2007 : Enfin seul(s) de Bruno Herbulot : Maxime
- 2007 : Paris, enquêtes criminelles (1 épisode)
- 2008 : A.D. La guerre de l'ombre de Laurence Katrian
- 2009 : Clara, une passion française de Sébastien Grall : Robert Schreiber
- 2010 : Ni reprise, ni échangée de Josée Dayan : Franck, le chauffeur
- 2011 : Le Masque de Julia de Josée Dayan
- 2011 : La Double Inconstance de Carole Giacobbi : le seigneur
- 2012 : Flics 2 de Thierry Petit : Hedgren
- 2012 : Clash (série en 6 épisodes) de Pascal Lahmani : Georges
- 2012 : Mon frère Yves de Patrick Poivre d'Arvor : Julien Viaud
- 2012 : Les Revenants (série TV) : le père Jean-François
- 2013 : Drumont, histoire d'un antisémite français d'Emmanuel Bourdieu : Émile Zola
- 2013 : Le Clan des Lanzac de Josée Dayan : François Lanzac
- 2013 : Les Complices de Christian Vincent : Jérôme
- 2013 : Indiscrétions de Josée Dayan : Arthur Delepine
- 2014 : Dassault, l'homme au pardessus d'Olivier Guignard : Claude Vallières
- 2014 : Accusé, épisode L'Histoire d'Hélène de Julien Despaux : Jean Gabard
- 2014 : Entre vents et marées de Josée Dayan : Étienne
- 2015 : La Vie devant elles de Gabriel Aghion : Paul
- 2015-2017 : Capitaine Marleau de Josée Dayan : Thomas Chapuizet
- 2017 : La Tueuse caméléon de Josée Dayan : Valetti
- 2018 : Aurore de Laëtitia Masson : Philippe Calmel
- 2018 : Quand sort la recluse de Josée Dayan : Veyrenc
- 2021 : Les petits meurtres d'Agatha Christie, épisode La Chambre noire de Nicolas Picard-Dreyfuss : François Seban
- 2022 : Chevrotine de Laëtitia Masson : Phil
- 2024 : Un père idéal d'Hélène Fillières : Max
- 2024 : Capitaine Marleau, épisode L'Ami français de Josée Dayan : Josselin Gramont

## Théâtre

### Comédien
- 1985 : Le Blé se couche de Jean-Daniel Laval, mise en scène Jean-Daniel Laval
- 1987 : Yvonne, Princesse de Bourgogne de Witold Gombrowicz, mise en scène Nathalie Cerda
- 1988 : Les Coréens de Michel Vinaver, mise en scène Viviane Théophilidès, Rencontres d'été de la Chartreuse de Villeneuve-lès-Avignon
- 1989 : Hamlet de William Shakespeare, mise en scène Patrice Chéreau, tournée européenne
- 1991 : Tonkin-Alger d'Eugène Durif, mise en scène Charles Tordjman
- 1991 : La Double Inconstance de Marivaux, mise en scène Michel Cerda
- 1991 : La Nuit des rois de William Shakespeare, mise en scène Charles Tordjman
- 1991 : L'Exercice de la bataille d'Anne Torrès, mise en scène de l'auteur, La Coursive La Rochelle
- 1991 : Richard II de William Shakespeare, mise en scène Eric Sadin, Théâtre de l'Athénée-Louis-Jouvet
- 1992 : Conversation sur la montagne d'Eugène Durif, mise en scène Patrick Pineau
- 1992 : Lola et moi et toi de Nathalie Schmidt, mise en scène Nathalie Schmidt
- 1992 : L’Afrique fantôme de Michel Leiris, mise en scène Thierry Bedart
- 1992 : Le Sang des fraises de Catherine Bidaut, mise en scène Daniel Pouthier, Rencontres d'été de la Chartreuse
- 1993 : The Pitchfork Disney de Philip Ridley, mise en scène Anne Torrès
- 1993 : Adam et Eve de Mikhaïl Boulgakov, mise en scène Charles Tordjman
- 1994 : L'Aiglon d'Edmond Rostand, mise en scène François Rancillac
- 1994 : Le Médium opéra de Gian Carlo Menotti, mise en scène Charles Tordjman
- 1995 : L'Idiot de Fiodor Dostoïevski, mise en scène Joël Jouanneau
- 1995 : La Nuit bleue au cœur de l’Ouest de James Stock, mise en scène Michel Cerda
- 1996 : Zakat d'Isaac Babel, mise en scène Bernard Sobel
- 1996 : Bonbon acidulé de Ricardo Sued, mise en scène Ricardo Sued
- 1996 : Conversations entre onze heures et minuit d'après Honoré de Balzac, mise en scène Gilberte Tsaï
- 1997 : Sladek d'Ödön von Horváth, mise en scène Jacques Osinski
- 1998 : Le Jeu de l'amour et du hasard de Marivaux, mise en scène Jean-Pierre Vincent, Théâtre Nanterre-Amandiers au Théâtre de l'Athénée-Louis-Jouvet
- 1998 : Ange des peupliers de Jean-Pierre Milovanov, mise en scène Laurence Mayor, Théâtre national de la Colline
- 1999 : Le Jeu de l'amour et du hasard de Marivaux, mise en scène Jean-Pierre Vincent, Théâtre des 13 vents
- 2000-2001 : Lorenzaccio d’Alfred de Musset, mise en scène Jean-Pierre Vincent, Festival d'Avignon, Théâtre Nanterre-Amandiers, Théâtre des 13 vents
- 2000 : Résonances de Katherine Burger, mise en scène Irina Brook, Théâtre de l'Atelier
- 2001 : Le Prince de Nicolas Machiavel, mise en scène Anne Torrès, Théâtre Nanterre-Amandiers
- 2001 : Berthe Trépat, médaille d’or, mise en scène Jérôme Kircher, Théâtre des Bouffes du Nord
- 2001 : Léonce et Léna de Georg Büchner, mise en scène André Engel, Odéon-Théâtre de l'Europe
- 2002-2003 : La Mouette d'Anton Tchekhov, mise en scène Philippe Calvario, Théâtre national de Bretagne, Théâtre des Célestins, Théâtre des Bouffes du Nord
- 2003-2004 : Le Jugement dernier d’Ödön von Horváth, mise en scène André Engel, Odéon-Théâtre de l'Europe Ateliers Berthier, La Criée
- 2003 : Les Barbares de Maxime Gorki, mise en scène Patrick Pineau, Odéon-Théâtre de l'Europe Ateliers Berthier
- 2004 : Le Nègre au sang de Serge Valletti, mise en scène Éric Elmosnino
- 2005 : Je sais qu’il existe aussi des amours réciproques… (mais je ne prétends pas au luxe) d’après Gros-Câlin de Romain Gary/Emile Ajar, mise en scène Jérôme Kircher
- 2006 : Le Roi Lear de William Shakespeare, mise en scène André Engel, Odéon-Théâtre de l'Europe Ateliers Berthier
- 2006-2007 : La Marquise d'O d'Heinrich von Kleist, mise en scène Lukas Hemleb, Comédie de Valence, Le Cratère Alès, Maison de la Culture de Bourges, Maison de la Culture d'Amiens, Théâtre Gérard-Philipe, tournée
- 2007 : Le Jugement dernier d’Ödön von Horváth, mise en scène André Engel, Odéon-Théâtre de l'Europe Ateliers Berthier
- 2007 : Le Mental de l’équipe d'Emmanuel Bourdieu et Frédéric Bélier-Garcia, mise en scène Denis Podalydès et Frédéric Bélier-Garcia
- 2008-2009 : La Petite Catherine de Heilbronn d'Heinrich von Kleist, mise en scène André Engel, Odéon-Théâtre de l'Europe Ateliers Berthier
- 2009 : La Cerisaie d'Anton Tchekhov, mise en scène Alain Françon, Théâtre national de la Colline : Lopakhine
- 2010 : Promenade de santé de Nicolas Bedos, mise en scène de l'auteur, La Pépinière-Théâtre
- 2010 : La Parisienne de Henry Becque, mise en scène Didier Long, théâtre Montparnasse
- 2011 : Le Moche de Marius von Mayenburg, mise en scène Jacques Osinski, MC2, théâtre du Rond-Point
- 2011-2012 : Ruy Blas de Victor Hugo, mise en scène Christian Schiaretti, TNP Villeurbanne, Les Gémeaux
- 2012 : Le Bourgeois gentilhomme de Molière, mise en scène Denis Podalydès, Théâtre des Bouffes du Nord
- 2012 : Le Retour d'Harold Pinter, mise en scène Luc Bondy, Théâtre de l'Odéon, tournée
- 2013 : La Double Mort de l’horloger d'Ödön von Horváth, mise en scène André Engel, Théâtre national de Chaillot
- 2016: La métamorphose version androïde, d'Oriza Hirata
- 2016 : Le Monde d'hier d'après Stefan Zweig, adaptation Laurent Seksik, mise en scène Patrick Pineau et Jérôme Kircher, Théâtre des Mathurins
- 2017 : Des hommes en devenir de Bruce Machart
- 2018: La petite fille de monsieur Linh de Philippe Claudel, mis en scène par Guy Cassiers
- 2019 : La Fin de l'homme rouge, d'après l'essai de Svetlana Aleksievitch, adaptation et mise en scène par Emmanuel Meirieu, Théâtre Les Gémeaux - Scène nationale[9]
- 2019 : Fauves de et mis en scène Wajdi Mouawad, théâtre de la Colline
- 2020 : Habiter le temps de Rasmus Lindberg, Théâtre de la Manufacture
- 2020 : Exils Intérieurs d'Amos Gitaï, Théâtre des Abbesses
- 2022 : Biographie : un jeu de Max Frisch, mise en scène Frédéric Bélier-Garcia, Théâtre du Rond-Point
- 2022 : Racine carrée du verbe être de et mis en scène par Wajdi Mouawad, théâtre de la Colline
- 2023 : Le Village des sourds de Léonore Confino, mise en scène Catherine Schaub, Théâtre du Rond-Point
- 2023 : À huis clos de Kery James, mise en scène Marc Lainé, Théâtre du Rond-Point
- 2024 : Biographie : un jeu de Max Frisch, mise en scène Frédéric Bélier-Garcia, théâtre Marigny

### Metteur en scène
- 2001 : Berthe Trépat, médaille d'or, d'après Marelle de Julio Cortázar, Théâtre des Bouffes-du-Nord
- 2005 : Je sais qu'il existe aussi des amours réciproques (mais je ne prétends pas au luxe), d'après Gros-Câlin de Romain Gary, Théâtre des Bouffes-du-Nord, Théâtre de l'Atelier
- 2016 : Le Monde d'hier d'après Stefan Zweig, adaptation Laurent Seksik, mise en scène Patrick Pineau et Jérôme Kircher, Théâtre des Mathurins
- 2016 : Le sourire d'Audrey Hepburn de Clémence Boulouque, Théâtre de l'Oeuvre

## Radio
- 2017 : Un cheval entre dans un bar de David Grossman, France Culture[10]
- 2023 : Le procès de Patrick Henry, réalisé par Cédric Aussir, France Culture[11]

## Distinctions

### Nominations
- Molières 2000 : Molière de la révélation théâtrale pour Résonances
- Molières 2006 : Molière du comédien dans un second rôle pour Le Roi Lear
- Molières 2008 : Molière du comédien pour La Petite Catherine de Heilbronn
- Molières 2023 : Molière du comédien dans un second rôle pour Biographie : un jeu